# Jan Borgia
Jan Borgia właśc. Juan (Giovanni) de Candia Borgia (ur. w 1476 w Rzymie, zm. 14 czerwca 1497) – książę Gandii, syn papieża Aleksandra VI i jego kochanki Vanozzy Cattanei. Jego braćmi byli: słynny kondotier Cezar Borgia oraz Jofré Borgia, zaś siostrą Lukrecja Borgia.

## Życiorys
We wrześniu 1493 ożenił się z Hiszpanką – Marią Enriquez de Luna, która pierwotnie była zaręczona ze zmarłym przyrodnim bratem Juana – Pedro Luisem. Juan i Maria mieli dwoje dzieci:
- Juana Borja y Enriquez (znanego również jako Juan Borgia), trzeciego księcia Gandii, ojca świętego Franciszka Borgiasza,
- Franciscę de Jesus Borja, zakonnicę w Valladolid.

Otrzymał tytuł księcia Gandii i Sesy, Wielkiego Konstabla Neapolu, Papieskiego Ganfaloniera i Kapitana Generalnego oraz Zarządcy Świętego Piotra.
Został zamordowany 14 czerwca 1497, niedaleko miejsca, gdzie później powstał Piazza della Giudecca (w rzymskim getcie). Spekulowano, że zabił go jego własny brat Cezar, który był zazdrosny o tytuły i wpływy Juana. Zmasakrowane ciało Juana zostało po jakimś czasie wyłowione z Tybru, za pasem Juana znajdował się nietknięty woreczek z 30 złotymi dukatami. Towarzysze Juana zostali zabici, i nie było innych świadków zbrodni. Po śmierci ukochanego syna papież pogrążył się w szczerym żalu. Korzystając z tej okazji Jacopo Sannazzaro bezdusznie nazwał papieża rybakiem ludzi.
Mimo że nie ma dowodów potwierdzających tę tezę, Juan prawdopodobnie zmarł na rękach Antonio Pico della Mirandola, którego dom znajdował się nad Tybrem i który również miał młodą córkę – co miało wyjaśniać tajemniczą wyprawę Juana. Jak miał wyjaśnić Juan, wybierał się gdzieś, aby się rozerwać.